# (47171) Lempo
(47171) Lempo, també escrit (47171) 1999 TC36 és un sistema compost per tres objectes transneptunians (TNOs). Va ser descobert en 1999 per Eric P. Rubenstein i Louis-Gregory Strolger durant les seves observacions en l'Observatori Nacional Kitt Peak (KPNO). El Dr. Rubenstein estava cercant en les imatges preses pel Dr. Strolger com a part del programa de Cerca de Supernoves Z Baixes. El descobriment va ser classificat com a plutí amb una ressonància orbital 2:3 amb Neptú, i actualment només es troba a 30,5 ua del Sol, sent un dels TNOs més brillants. Va aconseguir el seu últim periheli al juliol del 2015.

## Característiques físiques
(47171) 1999 TC36 és un sistema triple que consisteix en un objecte central primari, que és així mateix binari (component A), i un petit satèl·lit (component B). Les observacions combinades en infraroig del Telescopi Espacial Spitzer (SST), del Telescopi Espacial Herschel i del Telescopi Espacial Hubble (HST) fan possible estimar la grandària dels seus components i en conseqüència proveir l'interval dels possibles valors de les masses i densitats dels objectes. El diàmetre del cos sencer (grandària efectiva del sistema) està estimat en 393,1 km.
La baixa densitat estimada entre 0,3–0,8 g/cm3obtinguda en 2006 (quan es pensava que el sistema era binari) hi hagués requerida d'una alta porositat summament inusual del 50–75 %, assumint una mescla homogènia de gel i roca. El mesurament directe dels fluxos visibles dels tres components del sistema en 2009 pel TEH va tenir com a resultat un millorament en la precisió de la densitat mitjana, donant com a resultat 0,532 g/cm³, confirmant així la conclusió prèvia que l'objecta seria probablement una pila d'enderrocs. La densitat va ser revisada novament per ser confirmada en 0,64 g/cm³ en 2012 quan nova informació del Herschel es va fer disponible. Per a una densitat de massa en l'interval de 1–2 g/cm³ la porositat té un interval de 36–68 %, confirmant novament que aquest objecte és una pila d'enderrocs.
1999 TC36 té un pendent espectral molt vermella en la llum visible i un espectre molt pla en l'infraroig proper. A més, també té una feble absorció prop de la longitud d'ona de 2 μm, probablement provocat per gel d'aigua. El millor model per representar la seva superfície consisteix en: tolins, cristalls de gel i serpentina. Aquests resultats apliquen per als tres components del sistema.

## Components
El satèl·lit, descobert el 8 de desembre de 2001 per C. A. Trujillo i M. I. Brown usant el Telescopi Espacial Hubble i anunciat el 10 de gener de 2002, té un diàmetre estimat de 132 km i una semieix major de 7.411 km, orbitant el seu component primari cada 50,302 dies. S'estima que aquest té una massa de sol 0,75x1018 kg.
En 2009, les anàlisis les imatges del Telescopi Espacial Hubble van revelar que l'objecte primari està compost al seu torn de dos objectes de similar composició. Aquest parell central té un semieix major d'al voltant de 867 km i un període de translació de 1,9 dies. Assumint una albedo igual entre tots dos de prop de 0,079, els components primaris tenen aproximadament 1=272 km i A2=251 km de diàmetre. El component B orbita el baricentre del sistema A1+A2. La massa del sistema estimat a través del moviment del component B és de 12,75x1018 kg. El moviment orbital dels components A1 i A2 donen una massa estimada una mica major de 14,2x1018 kg. Les discrepàncies probablement estiguin relacionades amb interaccions gravitacionals no tingudes en compte per a un sistema de tres components.

## Origen
Existeixen dues principals hipòtesis sobre com el sistema triple 1999 TC36 es va formar. La primera és que va haver-hi una gran col·lisió i la seva subsegüent acreció de materials van donar naixement al sistema. La segona és que el sistema binari original va capturar el tercer component. Les grandàries similars d'A1 i A2 parlen a favor de la segona hipòtesi.

## Exploració
1999 TC36 va ser suggerit com a objectiu per a la sonda New Horizons 2, bessona de la sonda del mateix nom que podria passar per Júpiter i Urà i dirigir-se a altres quatre TNOs.